# 麥可·羅區格西
麥可·羅區（英語：Geshe Michael Roach，1952年12月17日—），是一位取得「格西」學位的美國人，他創立安鼎國際鑽石公司（Andin International Diamond Corporation），及創辦亞洲經典機構（Asian Classics Institute），著有《當和尚遇到鑽石》的系列作品。

## 生平
麥可·羅區格西出生於美國加利福尼亞州，畢業於普林斯頓大學，是第一位取得格西學位的美國人。1981年創立安鼎國際鑽石公司，1999年公司營業額超過1億美金，此公司在2009年被華倫·巴菲特管理的珠寶集團Richline收購。1999年麥克·羅區格西著寫《當和尚遇到鑽石》，分享他運用佛教智慧幫助安鼎國際鑽石公司成長的經驗，此書被翻譯成30種語言出版。2009年他集合亞洲經典學院及鑽石山大學的弟子，創立金剛商業學院(Diamond Cuter Institute)，教導企業用「金剛經」獲得成功，這個學院在全球多個國家舉辦課程，同時他也有在許多國家的大學及企業演講。

## 爭議
麥可·羅區格西曾在藏傳佛教達賴喇嘛之傳承下學習，於1983年出家成為僧侶，但他與同為美國藏傳佛教徒的克莉絲汀．麥克尼利立誓永不分離，此事達賴喇嘛並不贊同；哥倫比亞大學佛教教授舒曼曾勸告麥可·羅區格西還俗，但他沒有同意。

## 著作
- 《當和尚遇到鑽石（增訂版）：一個佛學博士如何在商場中實踐佛法》[6]
- 《當和尚遇到鑽石2：善用業力法則，創造富足人生》[7]
- 《當和尚遇到鑽石3：瑜伽真的有用嗎？：身心靈覺醒的旅程》[8]
- 《當和尚遇到鑽石4：愛的業力法則：西藏的古老智慧，讓愛情心想事成》[9]
- 《當和尚遇到鑽石5：修行者的祕密花園》[10]

## 外部連結
- . 獨家報導. 2017-01-14  [2019-04-18].
- . Yahoo奇摩. 2017-03-21  [2019-04-18]. （原始内容存档于2019-04-18）.
- . 中國報. 2017-07-23  [2017-04-18]. （原始内容存档于2019-12-05）.
- Geshe Michael Roach INFO - A collection of videos, articles, books, interviews, and insightful facts
- YouTube-Channel - Geshe Michael Roach INFO